# Matilde Serao
Matilde Serao (Patrasso, 14 marzo 1856 – Napoli, 25 luglio 1927) è stata una scrittrice e giornalista italiana.
Come scrittrice è considerata tra i massimi esponenti del verismo. Come giornalista è stata la prima italiana ad aver fondato e diretto un quotidiano, Il Corriere di Roma, esperienza successivamente ripetuta con Il Mattino e Il Giorno. Venne indicata da Angelo de Gubernatis nel 1895 come "La più poderosa per ingegno, vivace fantasia e vigore di stile fra le nostre scrittrici".

## Biografia

### I primi anni

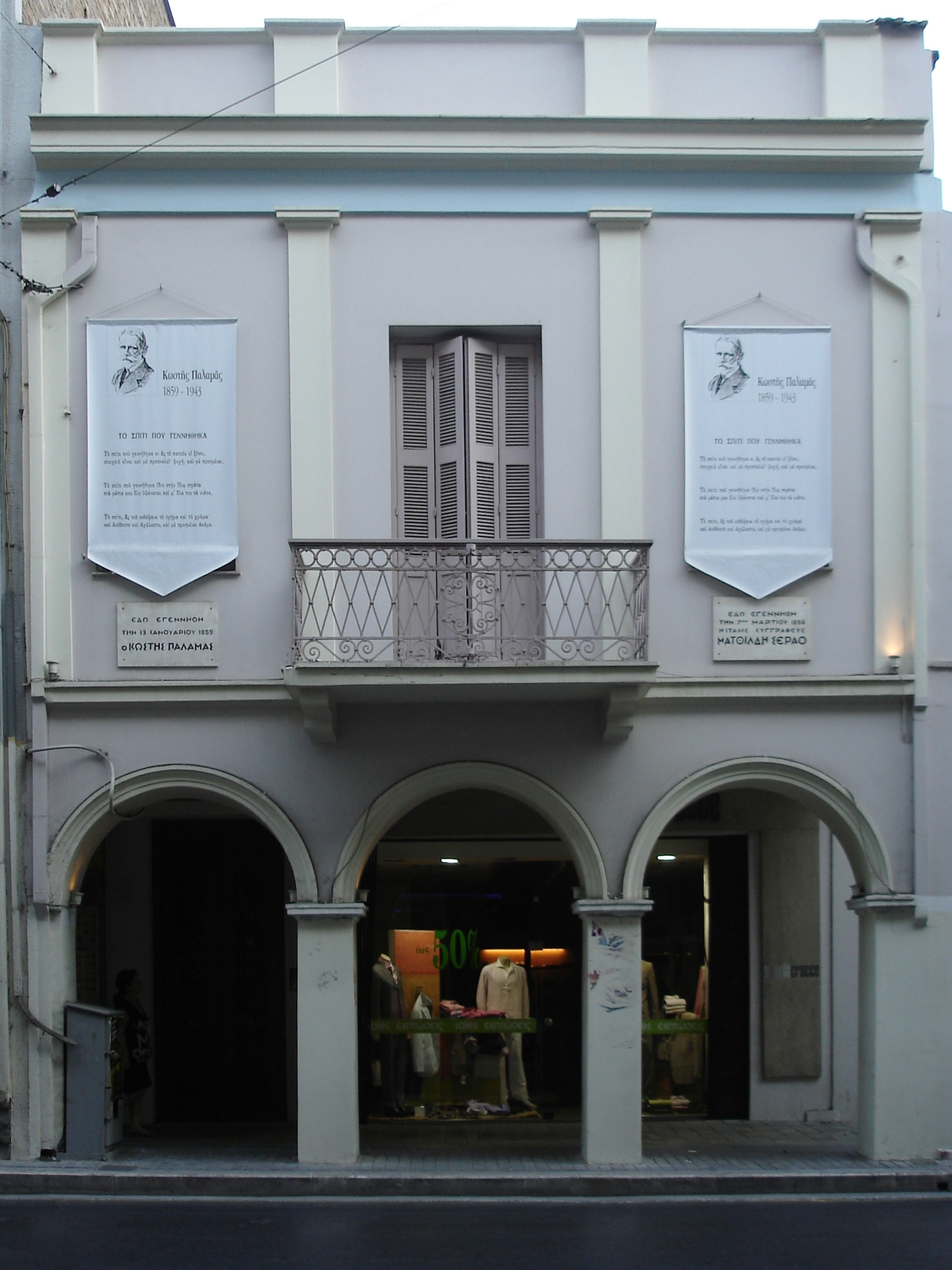
Casa natale di Matilde Serao e Kostis Palamas, a Patrasso

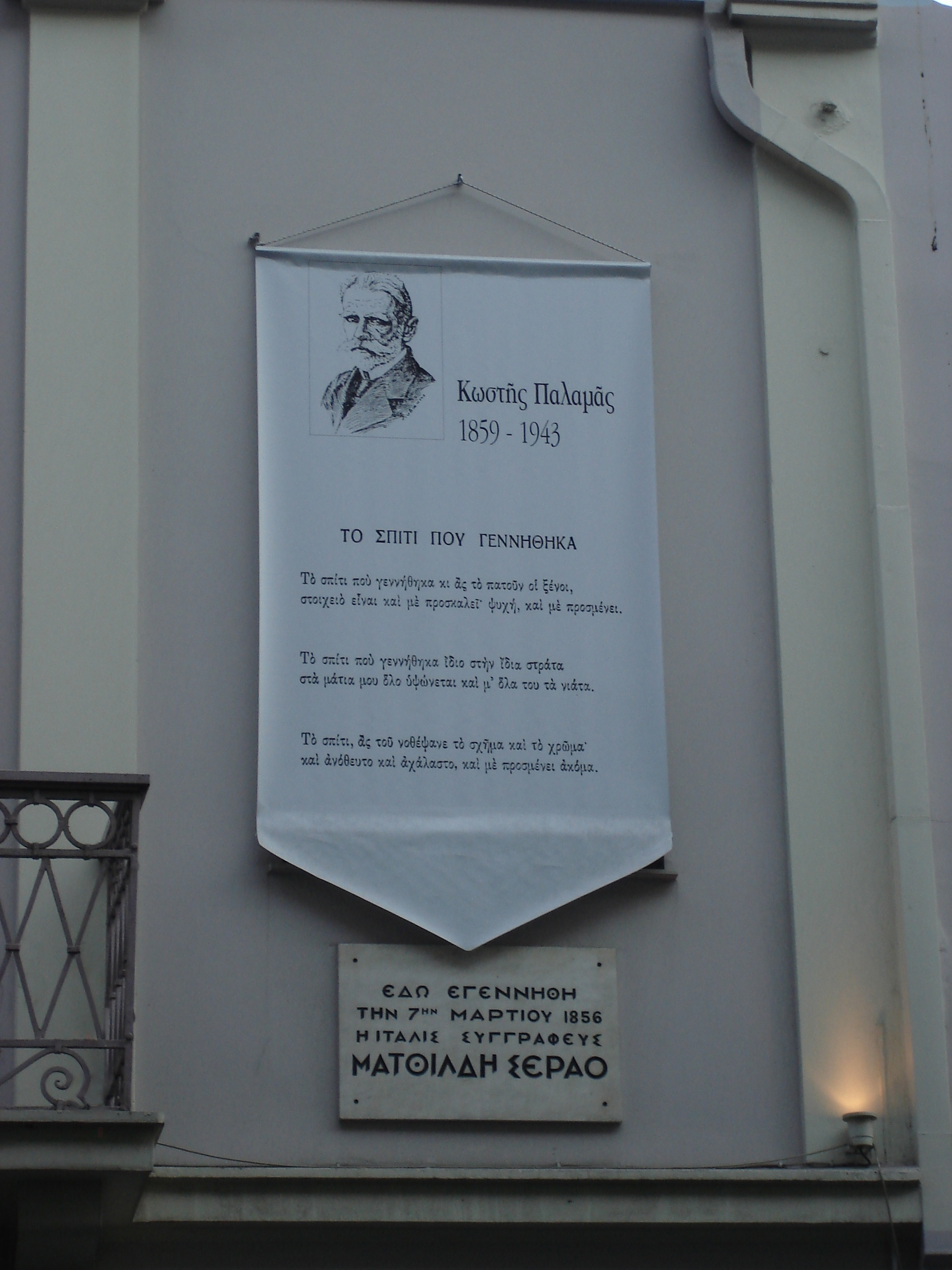
Particolare della casa natale

Nacque dal matrimonio tra l'avvocato napoletano Francesco Saverio Serao e Paolina Borrelly (o Borrelli, come lei si firmava all'inizio della carriera, o ancora Borelly, Borrely o Bonelly), nobile greca decaduta, discendente della importante famiglia fanariota degli Scanavi (o Scanavy o anche Skanavy) originaria di Chio e imparentata con le principali famiglie fanariote, tra cui i principi Ypsilanti, Schilizzi, Vogorides. Il padre, avvocato e giornalista, aveva dovuto lasciare la sua città nel 1848 perché ricercato come anti-borbonico. Durante l'esilio in Grecia, dove aveva trovato lavoro come insegnante di italiano, conobbe e sposò Paolina Borrelly, che sarà il modello della giovane Matilde.
Il 15 agosto 1860 la famiglia Serao, con l'annuncio dell'ormai imminente caduta di Francesco II, tornò in patria. Trovò alloggio a Ventaroli, frazione di Carinola (circa 30km da Caserta) dove la famiglia aveva delle proprietà.

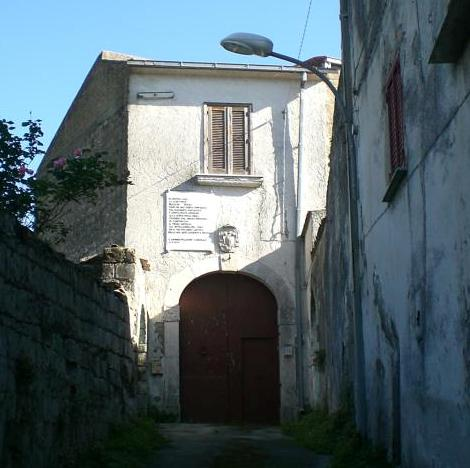
Casa Matilde Serao

### L'adolescenza
La sua vita durante la prima adolescenza fu spensierata e serena. Seguì la famiglia a Napoli verso gli inizi del 1861, dove il padre cominciò a lavorare come giornalista a Il Pungolo. Ella visse così fin da piccola l'ambiente della redazione di un giornale; nonostante questa influenza, e malgrado gli sforzi della madre, all'età di otto anni non aveva ancora imparato né a leggere né a scrivere. Imparò più tardi, in seguito alle vicissitudini economiche e alla grave malattia della donna.
Quindicenne, priva di titolo di studio, si presentò in qualità di semplice uditrice alla Scuola normale "Eleonora Pimentel Fonseca", in piazza del Gesù a Napoli. L'anno dopo, all'età di sedici anni, si convertì al cattolicesimo dalla confessione ortodossa (era la religione di sua madre). Nel 1874 conseguì il diploma magistrale. Per aiutare il magro bilancio della famiglia cercò un lavoro stabile, vincendo un concorso come ausiliaria ai Telegrafi di Stato; l'impiego la occupò per tre anni. L'esperienza le suggerirà in seguito un libro dedicato al mondo delle telegrafiste (Il romanzo di una fanciulla, 1886). Nonostante buona parte della giornata fosse assorbita dal lavoro, la vocazione letteraria non tardò a divenire prepotente. Cominciò dapprima con brevi articoli nelle appendici del Giornale di Napoli, poi passò ai bozzetti e alle novelle firmate con lo pseudonimo "Tuffolina". A 22 anni (1878) completò la sua prima novella, Opale che inviò al Corriere del Mattino.
L'anno dopo strinse una sincera amicizia con l'attrice Eleonora Duse, in quel momento prima attrice giovane nella Compagnia stabile dei Fiorentini di Napoli insieme a Giovanni Emanuel e Giacinta Pezzana. Serao rimase vicina all'attrice e l'assistette quando questa rimase incinta in una turbolenta relazione sentimentale con Martino Cafiero e sarà costretta a partorire a Marina di Pisa il bambino che, tuttavia, nascerà morto.

### La scrittura
A 26 anni (1882) lasciò Napoli per tentare di dare una svolta alla sua vita. Si trasferì a Roma e collaborò per cinque anni con il Capitan Fracassa. Sotto lo pseudonimo «Ciquita» scrisse di tutto, dalla cronaca rosa alla critica letteraria. Inoltre si ritagliò uno spazio nei salotti mondani della capitale. Però la sua fisicità, la mimica e i modi spesso troppo spontanei per l'ambiente salottiero, la risata grossa, non la favorirono. Durante quelle riunioni, la sua fama di donna indipendente suscitò più curiosità che ammirazione.

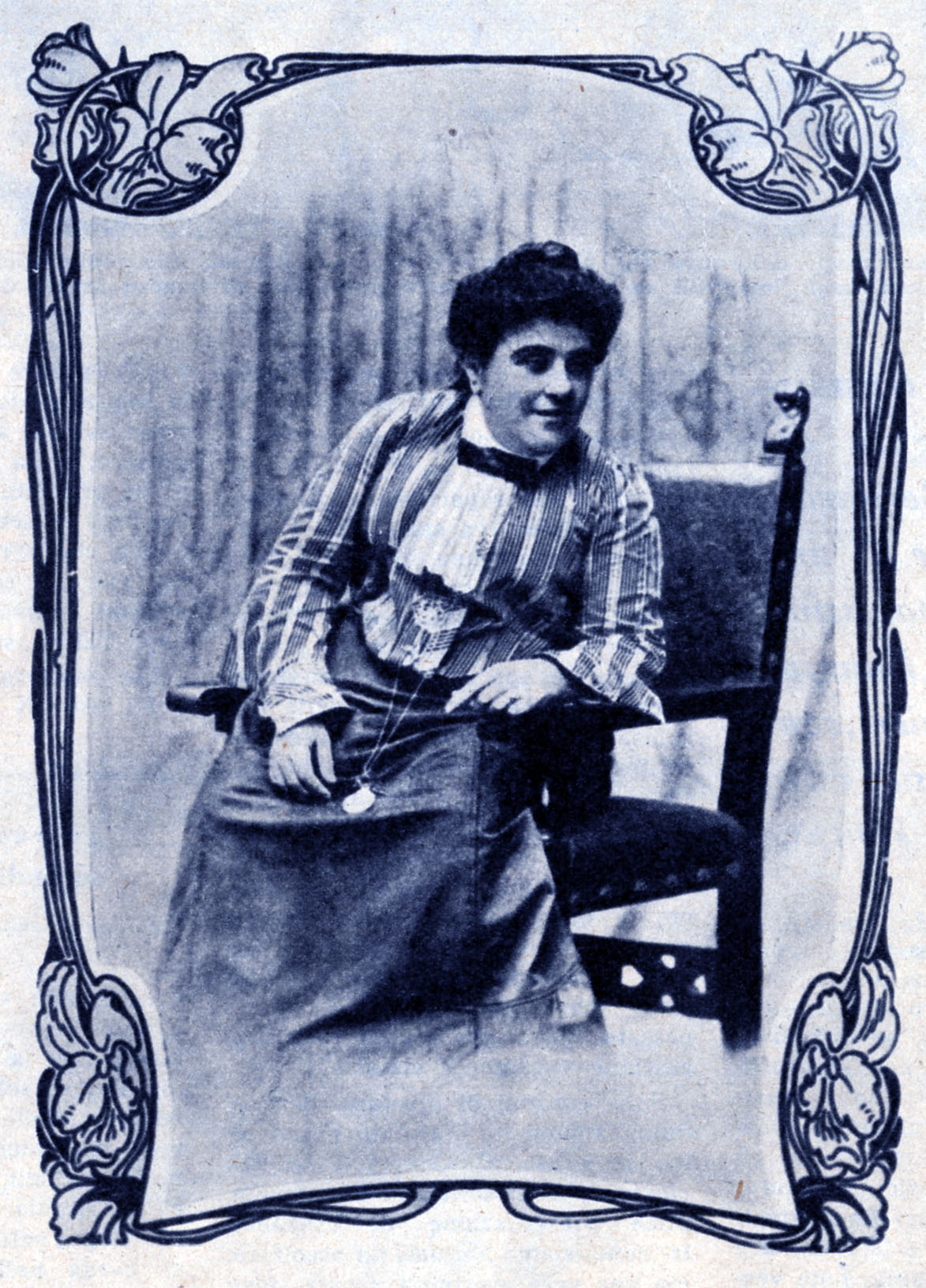
Matilde Serao nel 1890.

I momenti felici del soggiorno romano furono probabilmente le serate che passò accompagnata dal padre, nella redazione del Fracassa.
In occasione dell'uscita del libro che la rese famosa, Fantasia (1883), il commento del critico Edoardo Scarfoglio non fu favorevole. Sul giornale letterario Il libro di Don Chisciotte Scarfoglio, infatti, scrisse: «… si può dire che essa sia come una materia inorganica, come una minestra fatta di tutti gli avanzi di un banchetto copioso, nella quale certi pigmenti troppo forti tentano invano di saporire la scipitaggine dell'insieme». Quanto al linguaggio adoperato nel libro, aggiunse: «… vi si dissolve sotto le mani per l'inesattezza, per l'inopportunità, per la miscela dei vocaboli dialettali italiani e francesi».
Più tardi la stessa Matilde riconobbe le ragioni di questo suo “non scrivere bene” nei suoi studi cattivi e incompleti e nell'ambiente; ma ci tenne a precisare: «Vi confesso che se per un caso imparassi a farlo, non lo farei. Io credo, con la vivacità di quel linguaggio incerto e di quello stile rotto, d'infondere nelle opere mie il calore, e il calore non solo vivifica i corpi ma li preserva da ogni corruzione del tempo».

### L'inizio del sodalizio con Scarfoglio
Il primo incontro tra Edoardo Scarfoglio e Matilde Serao avvenne nella redazione del Capitan Fracassa. Matilde Serao rimase affascinata da quel giovane intelligente e vivace. Nacque una relazione che suscitò il pettegolezzo della Roma-bene. Edoardo Scarfoglio scrisse di lei a un'amica:
Il 28 febbraio 1885 Matilde ed Edoardo si sposarono. Sul quotidiano La Tribuna apparve la cronaca della giornata scritta da Gabriele D'Annunzio sotto il titolo Nuptialia. La coppia andò a vivere a palazzo Ciccarelli, in Via Monte di Dio. Ebbero quattro figli, tutti maschi: Antonio, Carlo e Paolo (gemelli) e Michele.
Nonostante le gravidanze, il lavoro di Serao non si interruppe. Nei suoi anni romani pubblicò i romanzi: Pagina Azzurra, All'erta!, Sentinella, La conquista di Roma, Piccole anime, Il ventre di Napoli (1884), Il romanzo della fanciulla, e altri.

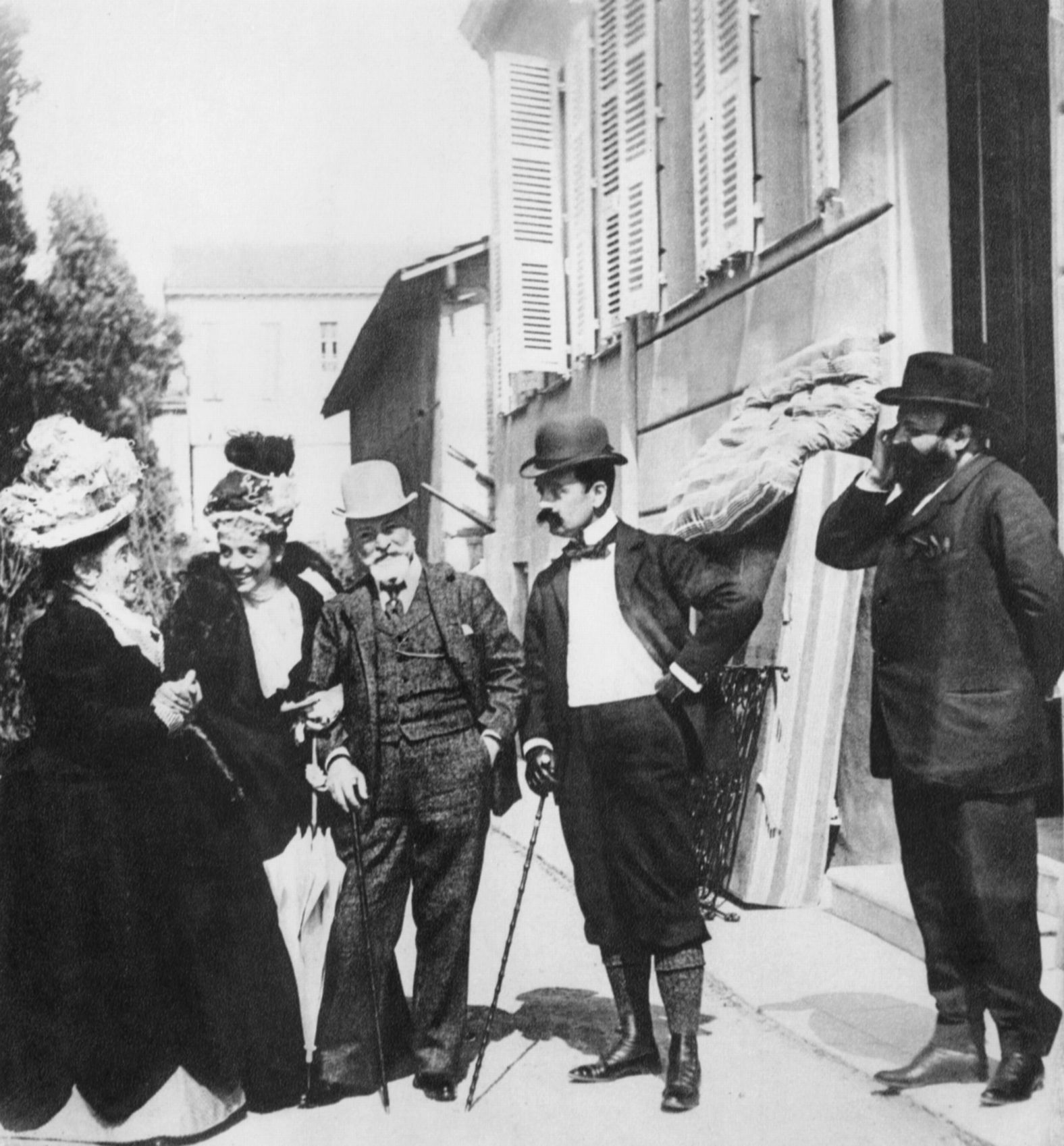
Matilde Serao con Eleonora Duse, Francesco Paolo e Tristan Bernard

### Il giornalismo
Tra Matilde Serao ed Edoardo Scarfoglio non nacque solo un'unione sentimentale, ma anche un sodalizio professionale. Scarfoglio pensava da tempo di fondare un proprio giornale quotidiano. Insieme con Matilde realizzò il suo progetto: nel 1885 fondarono il Corriere di Roma. La moglie vi contribuì coi suoi scritti e invitando a collaborare le migliori firme del momento. Tuttavia il giornale non decollò, per la concorrenza del più forte La Tribuna, il quotidiano romano allora più diffuso. Serao, prendendo spunto da quell'esperienza, diede alle stampe un corposo romanzo, Vita e avventure di Riccardo Joanna, che Benedetto Croce definì "il romanzo del giornalismo".
Il giornalismo era per Matilde Serao terreno di osservazioni, di costumi, che lei portava poi nei suoi romanzi, anche in quelli che la critica definiva mondani, come Cuore infermo (1881) e Addio amore (1890). Proprio in questa nota di “costume”, come partecipazione diretta alla realtà della vita e dell'essere è da riconoscere che «Donna Matilde aveva il giornalismo nel sangue» Alle sue note sulla moda, sui cibi, lo sport, gli eventi mondani, le novità del progresso, gli usi e costumi faceva da contraltare un'attenzione particolare a fatti e avvenimenti sociali, costituendo la misura dello stile Matilde Serao. Pubblicò, fra le altre, anche sul Giornale delle Donne, una delle principali riviste emancipazioniste del tempo.
Fra i suoi tanti contributi sul Corriere di Roma, si ricorderà Come muoiono le maestre, denuncia della situazione delle maestre elementari dopo il suicidio di Italia Donati in seguito all'inchiesta del Corriere della Sera condotta da Carlo Paladini.

### Il ritorno a Napoli e la fondazione delMattino
Intanto il Corriere di Roma, che aveva avuto un'esistenza travagliata sin dalla nascita, era molto indebitato. Matilde Serao e il marito non sapevano come fronteggiare la cattiva situazione finanziaria. Risolse la situazione l'incontro casuale a Napoli con il banchiere livornese Matteo Schilizzi, che viveva nella città partenopea per questioni di clima, proprietario del quotidiano Corriere del Mattino. Schilizzi propose alla coppia di trasferirsi a Napoli, per continuare la loro avventura al suo giornale. I due accettarono. Il banchiere si accollò i debiti del quotidiano romano (tra le 14.000 e le 15.000 lire) e il 14 novembre del 1887 il Corriere di Roma cessò le pubblicazioni. Poco dopo venne fuso con il Corriere del Mattino e dall'unione nacque il Corriere di Napoli, il cui primo numero uscì il 1º gennaio 1888. Serao chiamò a collaborare al giornale firme prestigiose come Giosuè Carducci, Gabriele D'Annunzio e Salvatore Di Giacomo.
Nel 1891 Scarfoglio e la moglie lasciarono il Corriere di Napoli, di cui cedettero il proprio quarto di proprietà ricavando 100.000 lire. Con questo capitale la coppia decise la fondazione di un nuovo giornale, che venne chiamato Il Mattino e uscì con il primo numero il 16 marzo del 1892. Matilde talvolta usava firmare i suoi articoli con gli pseudonimi Gibus (cappello a cilindro che si chiude a scatto), Riccardo Joanna, Giuliano Sorel, Chiquita.

### La separazione da Scarfoglio
L'anno 1892 si sarebbe rivelato per Matilde un anno denso di avvenimenti negativi. La Serao rimase scossa da un episodio destinato a suscitare grande scalpore. Matilde, dopo un litigio col marito, decise di lasciare la città per un periodo di riposo in Valle d'Aosta. Durante l'assenza della moglie, Edoardo conobbe a Roma Gabrielle Bessard, una cantante di teatro, e tra i due cominciò una relazione. Dopo due anni Gabrielle rimase incinta. Scarfoglio rifiutò di lasciare la moglie. Il 29 agosto 1894 la Bessard si presentò dinanzi a casa Scarfoglio e, dopo aver lasciato la piccola figlioletta nata dalla loro unione, si sparò sull'uscio un colpo di pistola. Lasciò un biglietto a Edoardo Scarfoglio: "Perdonami se vengo a uccidermi sulla tua porta come un cane fedele. Ti amo sempre".
Il Mattino, con un comportamento poco deontologico, tacque la notizia censurandola, e i redattori della cronaca riuscirono anche a convincere i colleghi del Corriere di Napoli a non pubblicare nulla. Il 31 agosto però il Corriere, in aperta polemica con la coppia Scarfoglio-Serao, ruppe l'accordo e raccontò ai lettori l'episodio. Il Mattino replicò il 1º settembre in cronaca, con un articolo dal titolo: Il fatto della Bessard e le bassezze del signor Schilizzi, dovuto probabilmente alla penna di Scarfoglio.
Gabrielle Bessard morì all'Ospedale degli Incurabili, il 5 settembre a mezzogiorno. Il fatto suscitò grande clamore in tutta Napoli.

La figlia venne affidata da Scarfoglio a Matilde, che la prese con sé. Matilde scelse per la neonata il nome di sua madre, Paolina. Aveva perdonato il marito ma dopo qualche anno decise di rompere definitivamente la relazione.

### L'abbandono delMattino
Nel 1900 cominciò l'inchiesta del senatore Giuseppe Saredo su Napoli, a seguito dello scioglimento dell'amministrazione comunale. La Commissione, divisa in più parti, indagò sul risanamento, le fognature, l'acquedotto del Serino, l'istruzione, i bilanci, e altro. Il Mattino fu coinvolto nello scandalo che ne seguì, con accuse a Scarfoglio di collusione con la precedente giunta. Egli non si lasciò intimorire dalle accuse di essere corrotto, di aver ricevuto dei soldi, in cambio di favori, di avere un tenore di vita superiore alle sue possibilità.
Non fu risparmiata Matilde, accusata di aver ricevuto più volte soldi in cambio di raccomandazioni per posti di lavoro. Scarfoglio, davanti all'attacco sferrato, la difese sul Mattino:
Egli dunque ha operato in piena ed assoluta malafede, e non ha tratto in questo tranello la moglie, se non perché sapeva che non bastava ferire il marito per uccidere il giornale.»
La difesa di Scarfoglio continuò poi scrupolosamente. All'accusa di vivere al di sopra dei suoi mezzi e di ricorrere quindi ad entrate occulte, replicò pubblicando entrate, uscite e redditi suoi, della moglie e del giornale.
Entro pochi mesi scomparve definitivamente dalle pagine del Mattino la firma di lei. Matilde, rimasta con dodicimila lire ed estromessa dal Mattino, cercò di dedicarsi a una rivista, la “Settimana”, ma il risultato non fu convincente. In tale dimensione, una semplice rubrica creata dalla Serao, “Api, mosconi e vespe”, finì per avere successo. Questa fortunata rubrica, che ogni tanto riapparve sotto altra veste nei quotidiani, l'accompagnò, con titoli diversi, per 41 anni. Dal Corriere di Roma, al Corriere di Napoli, al Mattino dove, dal 1896, prese il nome di Mosconi e infine sull'ultimo giornale fondato dalla Serao, Il Giorno. Si rianimava così la vita di una città con spunti tratti in genere dalla vita-bene ma calata nella realtà quotidiana, i cui problemi di sempre facevano da cornice ai più arguti e vivaci “mosconi”.

### Un nuovo sodalizio umano e professionale
Il 13 novembre sul Mattino apparvero le dimissioni ufficiali della Serao da redattore del giornale. Ora era ufficialmente disoccupata. Diventare una redattrice di un giornale dopo essere stata fondatrice e codirettrice di un quotidiano, non era allettante. A questo si aggiunse l'umiliazione che la vita coniugale le aveva inflitto in pubblico e in privato.
Nel 1903 entrò nella sua vita un altro giornalista, Giuseppe Natale. Con Natale al fianco, fondò - prima donna nella storia del giornalismo italiano - e diresse un nuovo quotidiano, Il Giorno. Distinguendosi dal rivale Mattino di Scarfoglio, con cui entrava in diretta concorrenza, il giornale della Serao fu più pacato nelle sue battaglie e raramente polemico e riscosse un buon successo. Dall'unione con Natale nacque una bambina, che Matilde volle chiamare Eleonora, in segno d'affetto per la Duse. Nel 1911 assunse la direzione del settimanale per signore «La moda del giorno», edito da Antonio Quattrini.
La grande guerra intanto si avvicinava rapidamente, ma Il Giorno sembrava essere lontano da qualsiasi iniziativa interventista, a differenza del Mattino. I due giornali assunsero una linea comune solo alla fine del conflitto mondiale.

### Ultimi anni e morte
Dopo la morte di Edoardo Scarfoglio (1917), nel 1926, a 56 anni, morì anche il secondo compagno Giuseppe Natale. Rimase sola, ma continuò ancora, negli anni venti, con la stessa vitalità il suo lavoro giornalistico e letterario.
Matilde morì nel 1927 colpita da un infarto mentre alla sua scrivania era intenta a scrivere. Fu sepolta nella cappella di famiglia del cimitero di Poggioreale di Napoli.

## Giudizi critici
- Henry James «colloca il seraiano Paese di cuccagna fra le opere più significative, più degne di storia». Lo scrive sulla rivista The North American Review (24 marzo 1901), quindi in Notes on Novelists (Dent, London 1914)[23].
- Ugo Ojetti, la intervistò[24].
- Benedetto Croce in un saggio del 1903: «fantasia mirabilmente limpida e viva»;
- Giosuè Carducci la giudicò «la più forte prosatrice d'Italia»;
- Edith Wharton scrisse di lei (A Backward Glance): «Nei paesi latini, le poche donne che brillano come conversatrici interferiscono, spesso, a detrimento di un rapido scambio di battute. Non così Matilde Serao. Ella non cercava di profetare e di predominare: ciò che le interessava era di comunicare con persone intelligenti. Il suo tirocinio di giornalista, prima al Mattino, il giornale di suo marito Edoardo Scarfoglio, poi nel proprio quotidiano Il Giorno, le aveva fornito una rude e pronta conoscenza della vita e un'esperienza delle cose pubbliche, del tutto mancanti alle Corinne da salotto: che ella superava in ispirito ed eloquenza. Aveva un senso agilissimo del fair play, ascoltava con attenzione, non indugiava mai troppo a lungo su di un punto solo ma piazzava le sue battute al momento giusto e volentieri cedeva la parola all'interlocutore. La veemente immaginazione della romanziera (tre suoi romanzi sono magistrali), si nutriva anche di larghe letture e d'una esperienza di ceti [sociali] e di tipi [umani] fornitale dalle occasioni molteplici della sua carriera giornalistica. Cultura ed esperienza si fondevano in lei nello splendore di un saldo intelletto».
- Università di Padova, bibliografia su Matilde Serao nel progetto Le Autrici della letteratura italiana.

## Opere

### Romanzi
- Cuore infermo, Torino, Casanova, 1881 ( Leggi su Wikisource, edizione del 1882).
- Fantasia, Torino, Casanova, 1883 ( Leggi su Wikisource, edizione del 1892).
- Pagina azzurra, dedicato a Rocco De Zerbi, Milano, Quadrio, 1883.
- La virtù di Checchina, Catania, Niccolò Giannotta editore, 1884 ( Leggi su Wikisource, edizione del 1884).
- Il ventre di Napoli, Milano, Treves, 1884; Napoli, Perrella, 1906 ( Leggi su Wikisource, edizione del 1884).
- La conquista di Roma, Firenze, Barbera, 1885 ( Leggi su Wikisource, edizione del 1910).
- Le vie dolorose, Corriere di Roma, 1886
- Il romanzo della fanciulla, Milano, Treves, 1886; edizione riveduta nel 1895 con il titolo Telegrafi dello Stato. Romanzo per le signore, Roma, Perino, 1895. ( Leggi su Wikisource, edizione del 1921).
- Vita e avventure di Riccardo Joanna, Milano, Galli, 1887 ( Leggi su Wikisource, edizione del 1887).
- Fior di passione. Novelle, Milano, Galli, 1888, Milano, Baldini, Castoldi & Co., 1899 ( Leggi su Wikisource, edizione del 1888).
- Addio, amore!, Napoli, Giannini, 1890.
- Il paese di cuccagna (Romanzo napoletano), Milano, Treves, 1891.
- Piccolo romanzo, Napoli, Pierro, 1891. ( Leggi su Wikisource).
- Castigo, Torino, Casanova, 1893.
- Gli amanti. Pastelli, Milano, Treves, 1894. ( Leggi su Wikisource).
- Le Marie, Napoli, Pierro, 1894 ( Leggi su Wikisource, edizione del 1904)
- L'indifferente, Napoli, Pierro, 1896.
- L'infedele, Milano, Brigola, 1897. ( Leggi su Wikisource).
- Donna Paola, Roma, Voghera, 1897. ( Leggi su Wikisource).
- Nel sogno, Firenze, Paggi, 1897.
- Nel paese di Gesù. Ricordi di un viaggio in Palestina, Napoli, Tocco, 1898.
- Storia di una monaca, Catania, Giannotta, 1898 (ripubblicato nel 2019 da ABE a cura di Donato Sperduto, con un saggio su Matilde Serao e Balzac).
- La ballerina, Catania, Giannotta, 1899.
- Come un fiore, Firenze, Landi, 1900.
- Saper vivere. (Norme di buona creanza), come Gibus del Mattino, Napoli, Tocco, 1900 ( Leggi su Wikisource, edizione del 1900).
- L'anima semplice. Suor Giovanna della Croce, Milano, Treves, 1901 ( Leggi su Wikisource).
- La Madonna e i santi. Nella fede e nella vita, Napoli, Trani, 1901.
- Storia di due anime, Roma, Nuova antologia, 1904 ( Leggi su Wikisource).
- Tre donne, Roma, Voghera, 1905.
- Dopo il perdono, in "Nuova Antologia", 1906.
- Sterminator Vesevo. Diario dell'eruzione aprile 1906, Napoli, Perrella, 1906.
- Il giornale, Napoli, Perrella, 1906.
- La leggenda di Napoli, Napoli, Perrella, 1906.
- Sognando, Catania, Giannotta, 1906.
- Evviva la vita!, Roma, Nuova antologia, 1908.
- Cristina, Roma, Voghera, 1908. ( Leggi su Wikisource).
- I capelli di Sansone, Napoli, Perrella, 1909.
- San Gennaro nella leggenda e nella vita, Lanciano, Carabba, 1909.
- Il pellegrino appassionato. Novelle d'amore, Napoli, Perrella, 1911.
- La mano tagliata. Romanzo d'amore, Firenze, Salani, 1912 ( Leggi su Wikisource).
- Ella non rispose, Milano, Treves, 1914.
- Parla una donna. Diario femminile di guerra, maggio 1915-marzo 1916, Milano, Treves, 1916. Ripubblicato da Rina Edizioni nel maggio 2018.
- Temi il leone, Firenze, Salani, 1916.
- La vita è così lunga! Novelle, Milano, Treves, 1918.
- La moglie di un grand'uomo, ed altre novelle scelte dall'autrice, Milano, Quintieri, 1919 ( Leggi su Wikisource).
- Mors tua.... Romanzo in tre giornate, Milano, Treves, 1926 ( Leggi su Wikisource).
- Via delle cinque lune, Milano, Garzanti, 1941.
- Opere, 2 volumi, a cura di Pietro Pancrazi. Milano, 1946.
- L'occhio di Napoli, Milano, Garzanti, 1962.
- I mosconi, Napoli, Edizioni del Delfino, 1974.
- L'ebbrezza, il servaggio e la morte, Napoli, Guida, 1977.

### Raccolte di racconti
- Dal vero, Milano, Perussia & Quadrio, 1879. ( Leggi su Wikisource).
- Raccolta minima, Milano, Perussia & Quadrio, 1881.

Commedie di Salone
Nostalgia
Fulvia
Simpatie del Martirologio
Commedie borghesi
Mosaico di fanciulle
Piccinerie
Bozzetti
- Leggende napoletane, Milano, Ottino, 1881 ( Leggi su Wikisource, edizione del 1895).
- Cuore infermo, (racconto), Torino, Casanova, 1881. ( Leggi su Wikisource, edizione del 1882).
- Piccole anime, Roma, Sommaruga, 1883. ( Leggi (PDF), su liberliber.it, su LiberLiber. URL consultato il 18 gennaio 2023.).

A un poeta
Una fioraia
Giuochi
Canituccia
Profili
Alla scuola
Nebulose
La moda
Perdizione
Gli spostati
Salvazione
- La virtù di Checchina, Catania, Giannotta, 1884. (raccolta delle puntate apparse sulla Domenica Letteraria) (versione digitalizzata).
- Racconti napoletani, Milano, Treves, 1889.

All'erta sentinella!
Terno secco
Trenta per cento (ripubblicato nel 2017 da Elliot).
O Giovannino o la morte
- Le amanti, Milano, Treves, 1894. ( Leggi su Wikisource).

La grande fiamma
Tramontando il sole
L'amante sciocca
Sogno di una notte d'estate
- Novelle sentimentali, Livorno, Belforte, 1902.

Con lo pseudonimo «Tuffolina»
- Fanciullo biondo, 3 gennaio 1878, rivista  Novelliere di Gaetano Garzia.
- Roba antica messa a nuovo, 21 gennaio 1878, rivista  Novelliere di Gaetano Garzia.
- Un quadro, 28 gennaio 1878, rivista  Novelliere di Gaetano Garzia.
- Storiella, 15 febbraio 1878, rivista  Novelliere di Gaetano Garzia.
- Ironia, 5 marzo 1878, rivista  Novelliere di Gaetano Garzia.
- Lettera aperta a un menestrello, 20 marzo 1878, rivista  Novelliere di Gaetano Garzia.
- Opale, Napoli, De Angelis, 1878. (primo suo volume)

Con lo pseudonimo «Tartarin»
- Montecitorio, con Edoardo Scarfoglio, Firenze, Sersale, 1886.

### Saggi
- L'anima dei fiori, Milano, Libreria editrice nazionale, 1903.
- Santa Teresa, Catania, Giannotta, 1904. ( Leggi su Wikisource)

### Altri scritti
- Come muoiono le maestre, in "Corriere di Roma", 25 giugno 1886
- Per la fine del giornale La Rassegna. Giudizii della stampa italiana, Roma, Tip. Nazionale, 1886.
- L'Italia a Bologna. Lettere, Milano, Treves, 1888.
- Lettere d'amore. Il perché della morte, Catania, Giannotta, 1901.
- Lettere d'una viaggiatrice, Napoli, Perrella, 1908. ( Leggi su Wikisource).
- Vita e scuola. Libro per la quarta classe elementare, con Camillo Alberici, Firenze, Bemporad, 1912.
- Ricordando Neera. Conferenza tenuta il 10 maggio, a Milano, sala della "Società del Giardino", Milano, Treves, 1920.

## Curiosità
- La coppia di Intercity 704 (Napoli-Venezia) e 705 (Venezia-Napoli) era nominata "Matilde Serao"[N 4].

### Annotazioni
1. ↑  A Napoli esistevano due quotidiani: Il Corriere del Mattino e Il Pungolo.
2. ↑  Brano scritto da Matilde Serao nel 1894.
3. ↑  Nato il 27 marzo 1904, fu diretto per lungo tempo dal marito della fondatrice, Giuseppe Natale. La Serao condusse la fortunata rubrica Mosconi, sotto lo pseudonimo «Gibus». Chiuse le pubblicazioni il 26 agosto 1927, appena un mese dopo la morte della fondatrice.
4. ↑  A partire dall'Orario Ufficiale invernale dei treni 2009/10 è stata abbandonata la consuetudine di denominare i treni.